# Both Worlds
Albums de Michel Petrucciani
Au Théâtre des Champs-Élysées
(1997) Solo Live
(1998)
Both Worlds est un album de Michel Petrucciani sorti en 1997 sur le label Dreyfus. Le pianiste est accompagné par un quintet de musiciens européens et américains avec Anthony Jackson à la guitare basse, Stefano Di Battista au saxophone, Steve Gadd à la batterie et les deux cuivres sont Bob Brookmeyer au trombone et Flavio Boltro à la trompette.

## Enregistrement
Les enregistrements se déroulent au MSR Studios à New York. Les arrangements sont réalisés par Bob Brookmeyer.
| Musicien            | Instrument     | Titre |  | Équipe technique  |                          |
| ------------------- | -------------- | ----- |  | ----------------- | ------------------------ |
| Michel Petrucciani  | piano          | 1—9   |  | Francis Dreyfus   | producteur               |
| Anthony Jackson     | guitare basse  |       |  | Yves Chamberland  | producteur               |
| Bob Brookmeyer      | trombone       |       |  | Roger Roche       | ingénieur du son         |
| Flavio Boltro       | trompette      |       |  | William Laxton    | photographie             |
| Stefano Di Battista | saxophone alto |       |  | Jean Ber          | couverture, photographie |
| Steve Gadd          | batterie       |       |  | Thierry Peremarti | liner notes              |

## Titres
| N° | Titre                        | Compositeur        | Durée |
| -- | ---------------------------- | ------------------ | ----- |
| 1. | 35 Seconds of Music and More | Michel Petrucciani | 5:24  |
| 2. | Brazilian Like               | Michel Petrucciani | 4:47  |
| 3. | Training                     | Michel Petrucciani | 3:58  |
| 4. | Colors                       | Michel Petrucciani | 6:58  |
| 5. | Petite Louise                | Michel Petrucciani | 5:25  |
| 6. | Chloé Meets Gershwin         | Michel Petrucciani | 6:14  |
| 7. | Chimes                       | Michel Petrucciani | 5:11  |
| 8. | Guadeloupe                   | Michel Petrucciani | 6:12  |
| 9. | On Top of the Roof           | Michel Petrucciani | 5:35  |

## Réception
Sur le guide musical AllMusic, Ken Dryden recommande l'album et souligne l'« importante contribution » de Bob Brookmeyer au niveau de l'arrangement des morceaux notamment sur le titre Colors en installant « une atmosphère mélancolique particulière ». Sarah Reins dans Le Point retient l'originalité des compositions de Michel Petrucciani et remarque que le musicien les interprète « avec une limpidité et un lyrisme méditerranéen qui le distinguent des pianistes contemporains ». Les auteurs du Penguin guide to jazz évoquent un changement radical par rapport à ses précédents albums avec notamment l'intégration des cuivres qui propose un format proche de celui d'un orchestre, ne permettant pas au pianiste de s'exprimer pleinement à l'exception de quelques solos et même à cette occasion « sans son brio habituel ».